# Aundre Hyatt
Aundre Hyatt (White Plains, 23 juli 2000) is een Amerikaans basketballer.

## Carrière
Hyatt speelde collegebasketbal voor de LSU Tigers van 2018 tot 2021 maar zat zijn eerste seizoen uit. In 2021 wisselde hij naar de Rutgers Scarlet Knights en speelde nog drie seizoenen voor hen. In 2024 werd hij niet gekozen in de NBA draft en tekende daarop zijn eerste profcontract bij de Kangoeroes Mechelen. Hij tekende voor het seizoen 2025/26 bij de Franse eersteklasser SLUC Nancy Basket.

## Erelijst
- BNXT League-kampioen: 2025
- BNXT League Dream Team: 2025